# Неорганізований боро

Неорганізований боро на карті Аляски

Неорганізований боро (англ. Unorganized Borough) — частина американського штату Аляска, де немає місцевих органів влади другого рівня (на відміну від організованих боро, які є адміністративно-територіальними утвореннями другого рівня). Урядові послуги в неорганізованому боро надає безпосередньо адміністрація штату Аляска. 
Площа неорганізованого становить більше половини території Аляски — 837 700 км2, це більше території Німеччини та Італії разом узятих і майже в півтора рази більше, ніж другий за територією штат країни Техас.
Однак, за переписом населення 2000 року, в неорганізованому боро мешкало лише близько 13% жителів Аляски (81 803 особи).

## Територіальний поділ
У зв'язку з великою територією для зручності проведення перепису Бюро перепису населення США в 1970 році поділило територію боро на 11 зон перепису населення. Після виділення зони Пітерсберг (Petersburg Census Area) в організований боро (2013 рік), у неорганізованому боро залишалося 10 зон перепису:
- Західні Алеутські острови[en]
- Бетел[en]
- Діллінгхем[en]
- Гуна-Ангун[en]
- Кусілвак[en]
- Ном[en]
- Принца Валлійського-Гайдеру[en]
- Південносхідний Фербанкс[en]
- Валдіз-Кордова[en]
- Юкон-Коюкук